# Mal bicho
«Mal bicho» es una canción de 1995 de la banda de rock argentina Los Fabulosos Cadillacs, escrita por Flavio Cianciarulo, e incluida en el álbum Rey azúcar. Es, junto a «Matador», una de las canciones más representativas y populares de la banda, logrando ser reconocida en toda Hispanoamérica, lo que les llevó a tener éxito internacional. Mick Jones de The Clash contribuyó en la producción musical, tocando la guitarra y cantando.
«Mal bicho» es considerada una canción protesta contra las dictaduras militares latinoamericanas, especialmente la de Pinochet en Chile, aunque el grupo argentino la califica como una «canción dura de amor que también se dedica a los políticos». En la letra de la canción se hace un homenaje al cantautor chileno Víctor Jara, militante comunista asesinado en tiempos de la dictadura de su país.
El videoclip, censurado en algunos países como Bolivia o Chile durante la década de 1990, muestra una secuencia de un concierto y escenas de baile de murga argentina, intercaladas con lugares de tortura e imágenes de archivo de los dictadores Adolf Hitler, Benito Mussolini, Lenin, Sadam Huseín, Augusto Pinochet y Jorge Rafael Videla.
En 2014 fue versionada en estilo vallenato por Lisandro Meza.

## Mal bicho (maxisencillo)
Mal bicho es un maxisencillo de Los Fabulosos Cadillacs publicado en 1995, posterior al lanzamiento de Rey azúcar, que contiene la canción del mismo nombre y cinco remezclas de la misma.
La quinta remezcla, «Mal Dub Mix», fue realizada por el ingeniero de audio jamaicano Steven Stanley, quien trabajó como productor de Talking Heads y Tom Tom Club, siendo a la vez miembro de este último.

### Lista de canciones
Todas las letras escritas por Flavio Cianciarulo.
| N.º | Título                                     | Duración |  |
| 1.  | «Mal bicho (Album Version)»                | 4:03     |  |
| 2.  | «Mal bicho (Mano Dura Mix)»                | 4:04     |  |
| 3.  | «Mal bicho (Maximmum Fuego Mix)»           | 5:04     |  |
| 4.  | «Mal bicho (Coupe Deville Cry Baby Mix)»   | 4:05     |  |
| 5.  | «Mal bicho (Club Tip Top Mix)»             | 4:04     |  |
| 6.  | «Mal bicho (Mal Dub Mix)» (Steven Stanley) | 4:02     |  |